# Kristen Thorsness
Kristen Thorsness   (Anchorage, 10 de març de 1960) és una exremadora estatunidenca que va competir durant la dècada de 1980.
Començà a remar a la Universitat de Wisconsin, on es graduà el 1982. El 1984 va prendre part en els Jocs Olímpics de Los Angeles, on guanyà la medalla d'or en la prova del vuit amb timoner del programa de rem. En el seu palmarès també destaquen tres medalles de plata al Campionat del món de rem.